# Floscopa confusa
Floscopa confusa är en himmelsblomsväxtart som beskrevs av John Patrick Micklethwait Brenan. Floscopa confusa ingår i släktet Floscopa och familjen himmelsblomsväxter. Inga underarter finns listade.